# William Walker

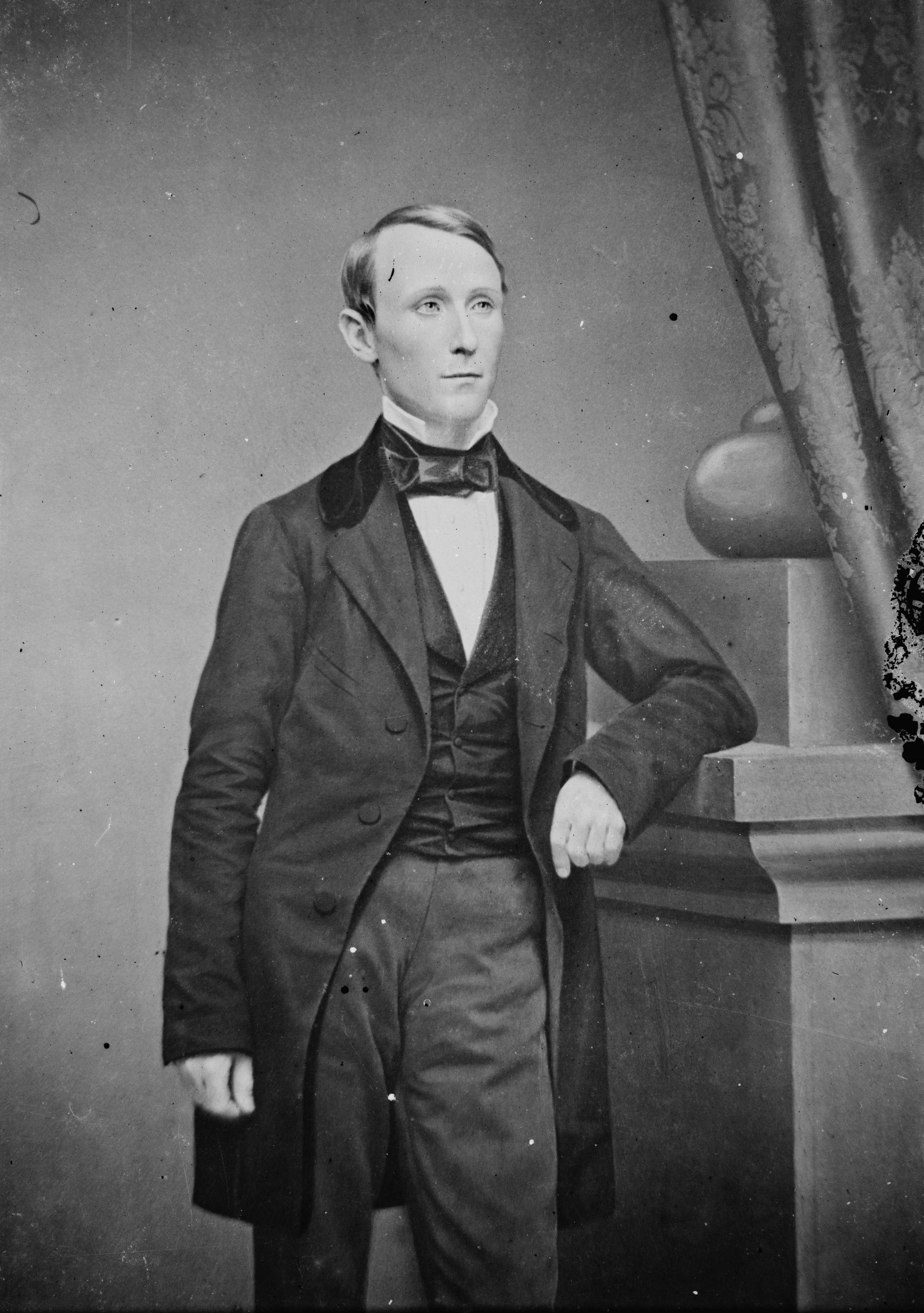
William Walker

William Walker (8 mai 1824 – 12 septembrie 1860) a fost un aventurier american care a încercat să cucerească unele țări latino-americane la mijlocul secolului 19. A condus Nicaragua între anii 1856-1857, și a murit executat de guvernul Honduras-ului în 1860.

## Biografie
Walker avea descendență scoțiană și s-a născut în Nashville, Tennessee. La vârsta de 14 ani (!) absolvă Universitatea din Nashville. Călătorește apoi prin Europa, studiind medicina la universitățile din Edinburgh și Heidelberg. La vârsta de 19 ani primește diploma de doctor de la universitatea din Pennsylvannia, profesează o scurtă perioadă, apoi se mută în New Orleans, pentru a studia dreptul.
Lucrează apoi la ziarul New Orleans Crescent. În 1849 se mută în San Francisco, California, unde lucrează în continuare ca jurnalist. În această perioadă, Walker începe să făurească planuri de cucerire a unor teritorii latino-americane, pentru a crea state conduse de vorbitori albi de limbă engleză.

### Expediția din Mexic
La 15 octombrie 1853, împreună cu alti 45 oameni, începe prima expediție, care avea scopul de a cuceri teritoriile mexicane Baja California și Sonora. Reușește să cucerească orașul La Paz, capitala regiunii Baja California (California de Jos), pe care o declară capitala noii „Republici a Californiei de Jos”, președinte fiind el însuși. Deși nu a dobândit control și asupra Sonorei, trei luni mai târziu el proclamă Baja California ca parte a lărgitei „Republici Sonora”.
Lipsa de provizii și rezistența guvernului mexican îl forțează însă pe Walker să se retragă. Reîntors în California, el este judecat sub acuzația de război ilegal. În acea perioadă a expansionismului SUA, proiecte ca ale lui erau foarte populare, astfel încât juriului i-a luat numai 8 minute pentru a-l achita.

### Cucerirea Nicaraguei
În acea perioadă, Nicaragua era răvășită de un război civil. La 4 mai 1855, Walker, având un grup de 57 de oameni, pleacă din San Francisco spre Nicaragua. La sosire primește întăriri și se aliază cu rebelii. La 1 septembrie învinge armata națională nicaraguană, iar o lună mai târziu cucerește capitala Granada și preia controlul asupra țării. Noul președinte devine Patricio Rivas, dar Walker, fiind comandantul armatei, deținea puterea reală. Președintele SUA de atunci, Franklin Pierce, recunoaște noul regim.
Walker recrutează noi soldați, în special europeni și americani, cu scopul de a cuceri celelalte patru state central-americane: Guatemala, El Salvador, Honduras și Costa Rica.
Datorită anulării unei concesiuni de transport din Nicaragua a magnatului american Cornelius Vanderbilt, acesta reușește să convingă administrația de la Washington să anuleze recunoașterea regimului lui Walker. Pentru a-l îndepărta, el finanțează o coaliție a celor 4 țări central-americane amenințate de Walker. În aprilie 1856 trupele costaricane pătrund în Nicaragua și îl înving pe Walker.

### Întoarcerea în SUA
La 1 mai 1857 Walker se predă comandorului Charles Henry Davis, din marina SUA, și este repatriat. La întoarcerea în New York este aclamat de mulțime ca un erou. Șase luni mai târziu el organizează o altă expediție, dar este arestat.

### Moartea în Honduras

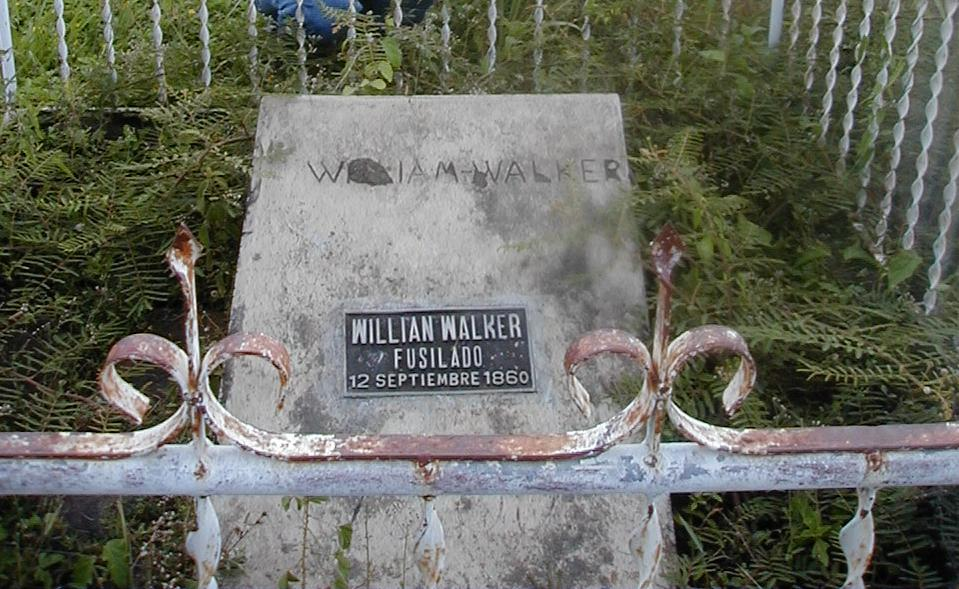
Mormântul lui William Walker, în Trujillo, Honduras

În 1860 publică o carte despre expediția din Nicaragua, apoi începe o nouă expediție. Debarcă în portul Trujillo din Honduras, dar este capturat de Marina Regală britanică. Englezii, care intenționau să controleze zona viitorului canal inter-oceanic, îl considerau o amenințare pentru interesele lor, astfel că îl predau autorităților din Honduras, care îl execută la 12 septembrie 1860, la vârsta de 36 ani.